# Harrison County (Mississippi)
Harrison County is een county in de Amerikaanse staat Mississippi.
De county heeft een landoppervlakte van 1.505 km² en telt 189.601 inwoners (volkstelling 2000). De hoofdplaats is Gulfport.

## Bevolkingsontwikkeling

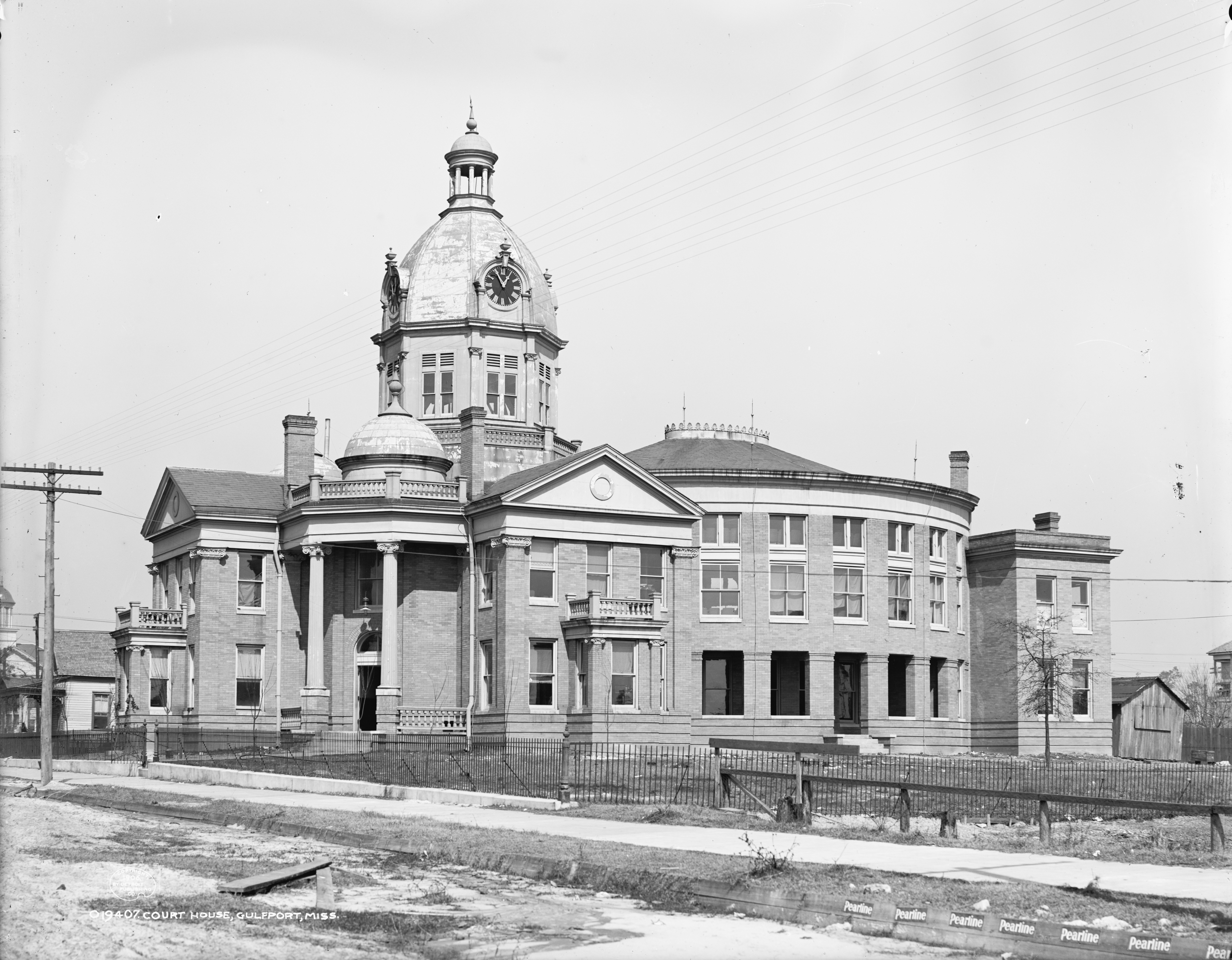
Harrison County Courthouse